# Virginia Gutiérrez de Pineda
Virginia Gutiérrez de Pineda (El Socorro, Santander, 4 de novembro de 1921 – Bogotá, 2 de setembro de 1999) foi uma antropóloga colombiana pioneira no trabalho sobre família colombiana e antropologia médica.

## Biografia
Formou-se no Instituto Nacional de Pedagogia, na Escuela Normal Superior da Colômbia e no Instituto Nacional de Tecnologia, onde obteve seu diploma em Antropologia em 1944. Fez pós-graduação em antropologia docial e médica na Universidade da Califórnia, Berkeley (1953-1954) e, em 1962, obteve seu doutorado em Ciências Sociais e Economia na Universidade Nacional de Pedagogia.[carece de fontes?]
Em 1960, ela participou com outros intelectuais e profissionais, incluindo Orlando Fals Borda, Eduardo Umaña Luna, María Cristina Salazar, Darío Botero Uribe, Carlos Escalante e Tomás Ducay, na fundação da primeira Faculdade de Sociologia da América Latina. na Universidade Nacional da Colômbia.
Ela foi nomeada Mulher do Ano na Colômbia em 1967 e, um ano depois, ganhou o Prêmio Alejandro Ángel Escobar. Em sua carreira, também recebeu duas medalhas de mérito, a medalha Camilo Torres (1963) e outra concedida pelo congresso interamericano de família (1983).[carece de fontes?]
Entre suas muitas realizações, ela também trabalhou para a Fundação Guarnimiento em duas ocasiões. Recentemente, em 2015, o Banco da República Colombiano escolheu sua imagem para figurar na nota de 10.000 pesos em homenagem a todos os seus méritos. As novas contas estarão disponíveis até o final de 2016.
Em 4 de novembro de 2019, o Google comemorou seu 98º aniversário com um Google Doodle.

## Obras publicadas
- Família y cultura en Colombia (1963)
- Causas culturales de la mortalidade infantil
- La medicina popular en Colombia
- Razones de un arraigo (1961)
- Organización social en la Guajira
- La familia en Colombia: estudio antropológico (1962)
- La medicina popular en Colombia: razones de su arraigo (1964)
- Estructura, función y cambio de la familia en Colombia (1976)